# 蒙特阿莱格雷
蒙特阿莱格雷是巴西北大河州的一个市镇。总面积199.519平方公里，总人口21094人，人口密度105.7人/平方公里。